# Vähäjärvi (sjö i Egentliga Finland, lat 60,75, long 21,64)
Vähäjärvi är en sjö i Finland. Den ligger i Nystads stad i landskapet Egentliga Finland, i den sydvästra delen av landet, 190 km väster om huvudstaden Helsingfors. Vähäjärvi ligger 10 meter över havet. Arean är 12,8 hektar och strandlinjen är 2,03 kilometer lång. Sjön  ingår i Skärgårdshavets kustområde, Åland.   I omgivningarna runt Vähäjärvi växer i huvudsak barrskog.